# Pie-grièche fiscale
Lanius collaris
Espèce
Statut de conservation UICN

 LC  : Préoccupation mineure
La Pie-grièche fiscale (Lanius collaris) est une espèce de passereaux de la famille des Laniidae vivant en Afrique subsaharienne.

## Description
Il s'agit d'un passereau de grande taille (21-23 cm de long) assez caractéristique avec le ventre blanc et le dos noir du sommet de la tête à la queue. L'oiseau a un "V" blanc caractéristique sur le dos et une longue queue noire avec des plumes extérieures blanches et les autres plumes blanches uniquement à l'extrémité. Le bec, les yeux et les pattes sont noirs. Mâles et femelles ne se distinguent que par la couleur rousse du flanc inférieur chez la femelle.
L'adulte Lanius collaris se distingue des autres oiseaux assez proches par les dessins du dos et de la queue, si ceux-ci sont bien visibles. Dans ce cas, il ne pourra être confondu avec le Gobemouche fiscal qui n'a pas la longue barre blanche au-dessus de l'aile mais une petite barre blanche en bas et en arrière de l'aile et qui n'a pas non plus le bec crochu de Lanius collaris.
Les jeunes sont plus difficiles à identifier. Une source probable de confusion est le jeune Pie-grièche écorcheur avec les principales différences suivantes :
- l'absence de sourcil blanc, qui est présent chez le jeune Pie-grièche écorcheur ;
- l'absence de dessin sur le ventre au lieu des marques en croissant chez le jeune Pie-grièche écorcheur ;
- le dos plutôt brun alors qu'il est plutôt roux chez le jeune Pie-grièche écorcheur.

## Mode de vie
Lanius collaris est généralement solitaire et chasse les insectes et les petits rongeurs à partir d'une branche ou de la cime des arbustes. La superficie de son territoire est directement liée à la densité des perchoirs. L'installation de perchoirs artificiels permet de réduire la taille des territoires et d'avoir plus d'oiseaux sur la même surface.

## Habitat
Lanius collaris vit dans un large éventail d'habitats allant de prairies bordées de clôtures aux buissons d'acacias voire en zone boisée, mais évite les habitats trop denses où sa chasse serait compromise.

## Sous-espèces
Il en existe cinq sous-espèces :
- Lanius collaris aridicolus Clancey, 1955 — forêts claires à Mopane de l'Angola
- Lanius collaris pyrrhostictus Holub & Pelzeln, 1882 — Afrique australe
- Lanius collaris subcoronatus Smith, 1841 — Namibie et régions avoisinantes
- Lanius collaris collaris Linné, 1766 — Afrique australe
- Lanius collaris marwitzi Reichenow, 1901 — Tanzanie et nord du Malawi

## Galerie

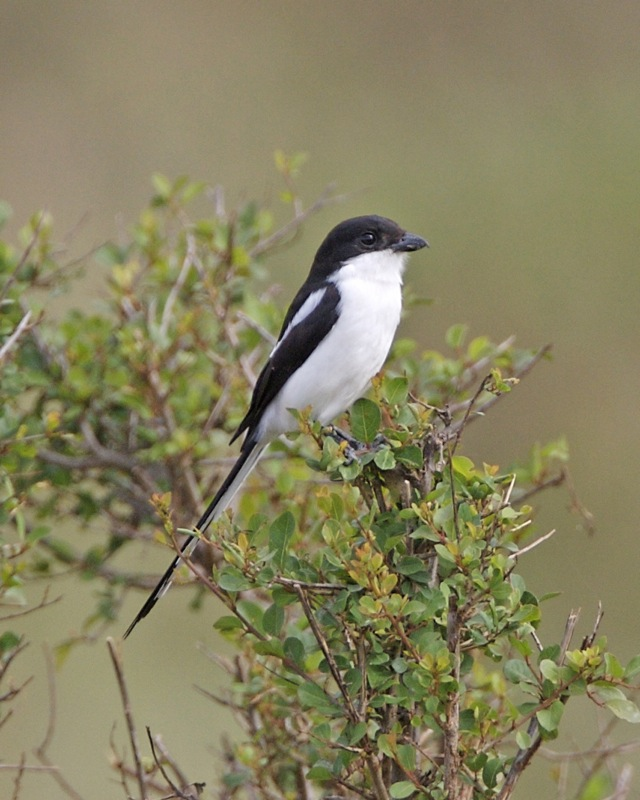
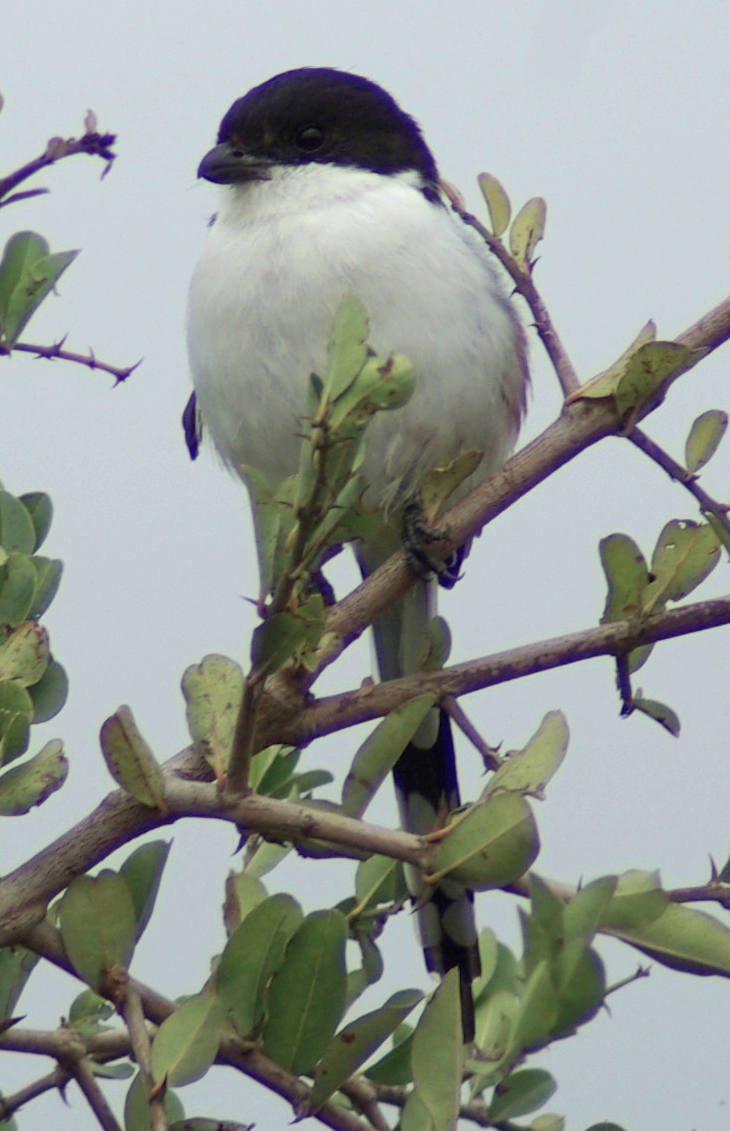
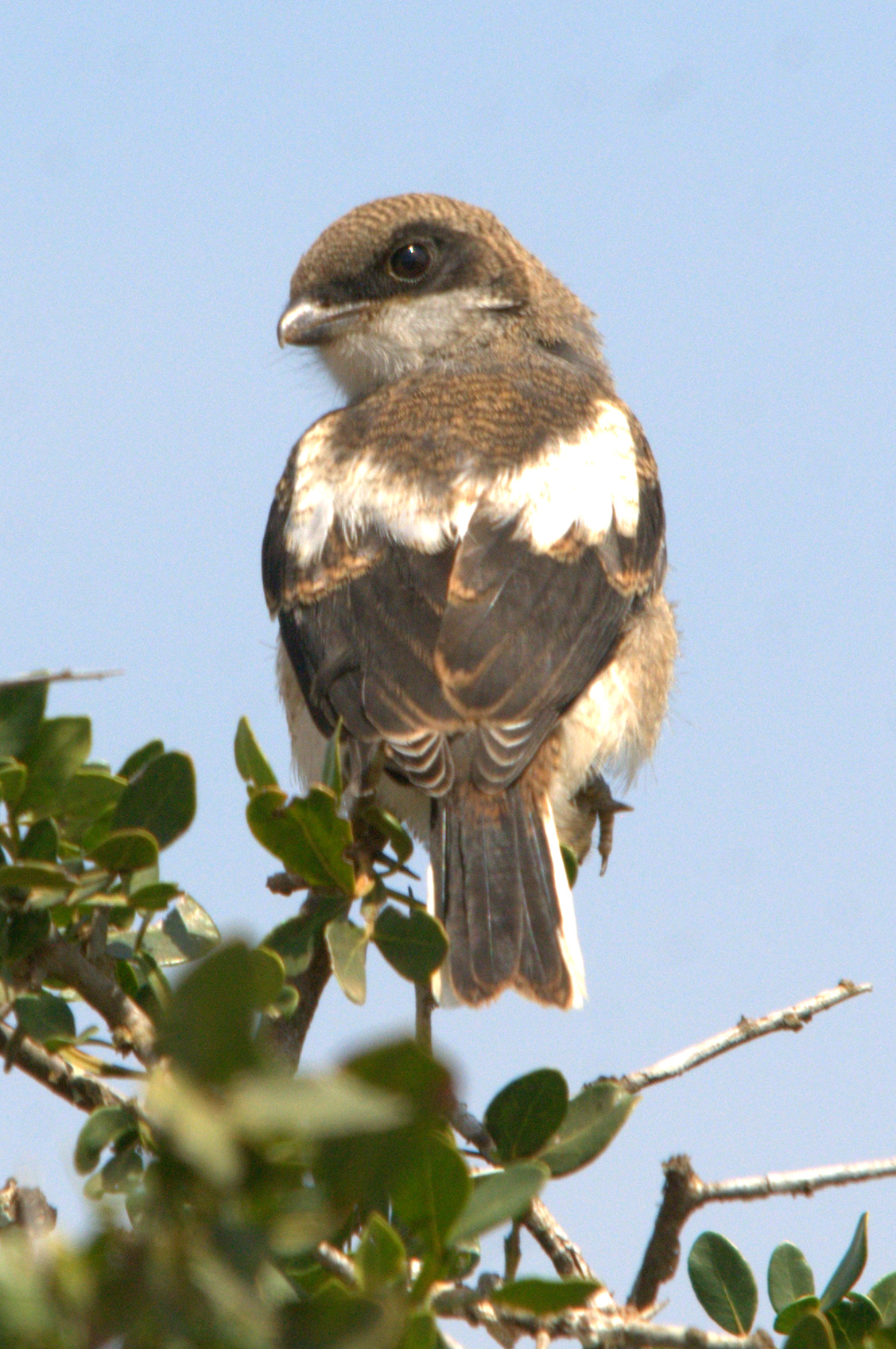
juvénile